# Krambach (ort i Australien)
Krambach är en ort i Australien. Den ligger i kommunen Greater Taree och delstaten New South Wales, i den sydöstra delen av landet, omkring 220 kilometer nordost om delstatshuvudstaden Sydney.
Runt Krambach är det glesbefolkat, med 12 invånare per kvadratkilometer.. Närmaste större samhälle är Nabiac, omkring 12 kilometer sydost om Krambach.
I omgivningarna runt Krambach växer i huvudsak städsegrön lövskog. Genomsnittlig årsnederbörd är 1 554 millimeter. Den regnigaste månaden är februari, med i genomsnitt 287 mm nederbörd, och den torraste är oktober, med 44 mm nederbörd.